# Roncus leonidae ruffoi
Roncus leonidae ruffoi es una subespecie de arácnido del orden Pseudoscorpionida de la familia Neobisiidae.

## Distribución geográfica
Se encuentra en Italia.